# مي: أديبة الشرق والعروبة (كتاب)

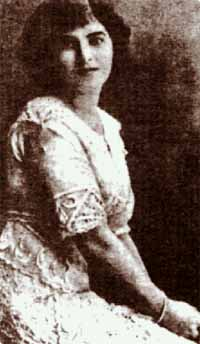
مي زيادة

مي: أديبة الشرق والعروبة هو ثاني كتابين ألفهما الكاتب المصري محمد عبد الغني حسن عن مي زيادة، كان أولهما "حياة مي"، الذي صدر في أوائل عام 1942، بعد عام تقريبًا من وفاة مي.

## خلفية الكتاب
كان محمد عبد الغني حسن قد عرف مي في أواخر حياتها، كما ألقى في حفل تأبينها قصيدة مؤثرة، وقد كلفه فؤاد صروف ـ صاحب المقتطف ـ عقب وفاة مي بإجراء أحاديث مع رجال الفكر والأدب الذين عرفوها عن قرب، ونُشرت هذه الأحاديث تباعًا في المقتطف.
أغرت هذه الأحاديث المؤلف بالكتابة عن مي، ودراسة أدبها، وخصائصه، وقوتها الخطابية المبهرة، وعن ندوتها الأدبية (صالونها) التي كانت ملتقى رجال الأدب والعلم والفن، وأنجز البحث وأوجزه في كتاب «حياة مي» الذي صدر في العام التالي لوفاتها.
ثم ارتأى حسن إثر ذلك أن يضيف إلى كتابه فصولًا ودراسات جديدة عن محنة مي، وموتها، والشعر الذي قيل في تأبينها، وأيضًا أدبها وتأليفها وأفكارها، ونماذج من كتاباتها، وجمعه في كتابه الثاني عن مي زيادة، الذي اختار له عنوان «مي: أديبة الشرق والعروبة».

## أقسام الكتاب
يضم كتاب «مي: أديبة الشرق والعروبة» ثلاثة أقسام، هي:
- دراسات وملامح: وهو دراسة أدبية في مي
- أحاديث عن مي
- منتخبات من مي: وهي نماذج من أدبها، وتضم نماذج من رسائلها وخطبها ومقالاتها.[1]